# John Melin (grafiker)
Sven John Åke Melin, född 8 april 1921 i Malmö Karoli församling, död 23 maj 1992 i Slottsstadens församling i Malmö, var en svensk grafisk formgivare och reklamman.
John Melin utgjorde tillsammans med Anders Österlin kreatörsduon Melin & Österlin (M&Ö), som under 1950- och 1960-talen svarade för nyskapande reklam och formgivning. Han ledde under 1950-talet och fram till 1967 den kreativa avdelningen på Malmö-kontoret i AB Svenska Telegrambyrån, vilken då var Sveriges största reklambyrå. Han var där pionjär i utförandet grafiskt spännande annonser inom ramen för integrerade team av medarbetare med olika bakgrund. Berömd är särskilt reklamkampanjen för Trelleborgs Gummifabrik omkring år 1961, för vilken duon Melin & Österlin var ansvarig för grafisk formgivning. Därefter gjorde paret under 1960-talet också grafiska profiler och uppmärksammade reklam för Moderna Museet och Boda glasbruk. Den andra halvan av paret, Anders Österlin, hade kommit som ung reklamtecknare till Svenska Telegrambyrån på 1950-talet. Melin & Österlin arbetade också senare tillsammans som frilansande formgivare för bland annat bokomslag.
År 1967 år bildade John Melin efter personalmissnöje med koncernledningen på Svenska Telegrambyrån, tillsammans med ett tjugotal medarbetare, en Malmöfilial till Arbmans Reklambyrå, Arbman 2.  Melin finns representerad vid bland annat Nationalmuseum i Stockholm.
John Melin var från 1955 gift med keramikern Signe Persson-Melin och far till skulptören Truls Melin och musikern Per Melin.

### Fotnoter
1. ↑  Klas Sandberg: Den kreativa revolutionen - den svenska reklambranschen 1960-1980, D-uppsats i Media och kommunikationsvetenskap, Uppsala Universitet  [död länk], sid 53
2. ↑  Nationalmuseum